# Edward Perkowicz
Edward Perkowicz (ur. 27 października 1886 w Berezówce, zm. 2 września 1964 w Kurytybie) – pułkownik dyplomowany piechoty Wojska Polskiego, mianowany generałem brygady przez władze RP na uchodźstwie, działacz niepodległościowy, kawaler Orderu Virtuti Militari.

## Życiorys
Urodził się 27 października 1886 we wsi Berezówka, w powiecie rylskim ówczesnej guberni kurskiej, w rodzinie Cezarego i Kasyldy z Korzonów. Od 1897 uczył się w gimnazjum klasycznym w Białej Cerkwi. W 1905 jako przywódca strajku szkolnego w Białej Cerkwi został wydalony z gimnazjum bez prawa powrotu. W tym samym roku złożył maturę, jako ekstern w Kijowskim Okręgu Nauczania. Studiował też filozofię na UJK.
W styczniu 1916 zmobilizowany do armii rosyjskiej. 10 sierpnia 1917 został przyjęty do I Korpusu Polskiego w Rosji i wyznaczony na stanowisko adiutanta 10 pułku piechoty. W lutym 1918 w trakcie walk korpusu z oddziałami Czerwonej Gwardii, awansował na (?)porucznika. Od 20 lutego do 2 marca 1918 uczestniczył w marszu 3 Dywizji Strzelców Polskich pod dowództwem generała Iwaszkiewicza. W trakcie służby kurierskiej został zatrzymany i skazany na śmierć przez sąd rewolucyjny w Rohaczewie. Udało mu się zbiec i wrócić do I Korpusu Polskiego. 1 czerwca 1918 został awansowany na kapitana. Od grudnia 1918 w odrodzonym Wojsku Polskim.
W listopadzie i grudniu 1918 pełnił funkcję adiutanta, a następnie zastępcy szefa sztabu Dowództwa Okręgu Generalnego „Kielce”. W grudniu 1918 został szefem sztabu 1 Dywizji Litewsko-Białoruskiej. We wrześniu 1919 został przeniesiony na stanowisko szefa sztabu 2 Dywizji Litewsko-Białoruskiej. W marcu 1920 został szefem Oddziału Operacyjnego Sztabu 3 Armii. W następnym miesiącu powierzono mu funkcję szefa Centralnej Stacji Rozdzielczej 3 i 2 Armii. Od czerwca 1920 ponownie na stanowisku szefa sztabu 1 Dywizji Litewsko-Białoruskiej, a od października tego roku w Sztabie Obrony Krajowej Litwy Środkowej. Następnie był szefem sztabu Grupy Operacyjnej generała Jana Rządkowskiego. Następnie szefem sztabu w 19 Dywizji Piechoty. Wyróżnił się 24 czerwca 1920 w boju pod Wielką Czernicą. 1 lipca 1920 dowódca Grupy Operacyjnej, generał Rządkowski sporządził „wniosek na odznaczenie orderem «Virtuti Militari»”, w którym napisał:

Dnia 24/VI – 1920 r., przy natarciu całej 21 dywizji sowieckiej na odcinek II brygady L.B. dywizji, z powodu zbyt sprzecznych meldunków otrzymywanych z dow. tejże brygady, był delegowany na pozycje dla wyjaśnienia prawdziwej sytuacji szef sztabu dywizji Kaptan Perkowicz Edward. Po przybyciu na pozycje Kap. Perkowicz, pod gradem kul i pocisków, ignorując własne niebezpieczeństwo, nadzwyczaj szybko zorientował się w sytuacji, złożył do dywizji wyczerpujące i prawdziwe meldunki, w rezultacie, których zarządzony przeze mnie kontr-atak przeprowadzony był z niezwykłem powodzeniem. Po ukończeniu zadania, meldując o tem do sztabu dywizji, z własnej inicjatywy, przyjmował udział w kontrataku na ufortyfikowaną pozycję, zagrzewał swem męstwem oficerów i żołnierzy, zachowując spokój i zimną krew do ostatniej chwili, czem przyczynił się w znacznej mierze do odniesionego zwycięstwa.

Wniosek został poparty przez generałów: Gustawa Zygadłowicza i Stanisława Szeptyckiego. 10 września 1920 Naczelny Wódz nadał mu Order Virtuti Militari. 
1 czerwca 1921 pełnił służbę w Naczelnym Dowództwie Wojska Polskiego, w charakterze oficera łącznikowego Wojska Litwy Środkowej, a jego oddziałem macierzystym był wówczas Miński pułk strzelców.
3 maja 1922 został zweryfikowany w stopniu kapitana ze starszeństwem z dniem 1 czerwca 1919 i 632. lokatą w korpusie oficerów piechoty. W tym samym roku został przydzielony do Wyższej Szkoły Wojennej w Warszawie, w charakterze słuchacza jednorocznego kursu doszkolenia, pozostając oficerem nadetatowym 86 pułku piechoty w Mołodecznie. 18 maja 1923 został zatwierdzony przez Prezydenta RP w stopniu majora ze starszeństwem z dniem 1 czerwca 1919 i 495. lokatą w korpusie oficerów piechoty.
W październiku 1923, po ukończeniu kursu, został przydzielony do Dowództwa Okręgu Korpusu Nr IX w Brześciu. W tym czasie przysługiwał mu, obok stopnia wojskowego, tytuł „przydzielony do Sztabu Generalnego”. 12 grudnia 1923 został przydzielony do Biura Historycznego Sztabu Generalnego w Warszawie na stanowisko referenta. Od 1 czerwca do 30 lipca 1924 został odkomenderowany z Biura Historycznego SG do WSWoj. w celu odbycia podróży taktycznej z kursem doszkolenia 1923/1924. 19 lipca przedłużono mu odkomenderowanie do dnia 30 września 1924. 15 października tego roku otrzymał dyplom naukowy oficera Sztabu Generalnego i został pozostawiony w Biurze Historycznym SG. Od lipca do 30 września 1926 pełnił czasowo obowiązki szefa biura. 31 października 1927 otrzymał przeniesienie do 81 pułku piechoty w Grodnie na stanowisko dowódcy II batalionu. Następnie wyznaczony na stanowisko zastępcy dowódcy tego pułku. 23 stycznia 1928 awansował na podpułkownika ze starszeństwem z dniem 1 stycznia 1928 i 58. lokatą w korpusie oficerów piechoty. 14 lutego 1929 otrzymał przeniesienie do Korpusu Ochrony Pogranicza na stanowisko dowódcy 23 batalionu granicznego w Oranach z jednoczesnym przeniesieniem macierzyście do kadry oficerów piechoty.
Został wybrany na posła na Sejm Rzeczypospolitej Polskiej III kadencji z listy nr 1 (BBWR) w okręgu wyborczym nr 6 (Grodno). Z dniem 9 grudnia 1930 w związku z wyborem na posła i przyjęciem mandatu, został przeniesiony w stan nieczynny. Z dniem 1 października 1931 został powołany ze stanu nieczynnego z równoczesnym przeniesieniem do Korpusu Ochrony Pogranicza na stanowisko dowódcy 23 batalionu KOP „Orany” w Oranach. 23 października 1931 zrzekł się mandatu poselskiego.
23 marca 1932 został przeniesiony z KOP do Dowództwa Okręgu Korpusu Nr III w Grodnie na stanowisko szefa sztabu. 7 czerwca 1934 został przeniesiony do Wojskowego Biura Historycznego w Warszawie na stanowisko zastępcy szefa biura. W styczniu 1936 został oficerem do zleceń I wiceministra spraw wojskowych. W następnym roku został przeniesiony do Dowództwa Okręgu Korpusu Nr III na stanowisko kierownika 3 Okręgowego Urzędu Wychowania Fizycznego i Przysposobienia Wojskowego. Jednocześnie został dowódcą Grodzieńskiej Półbrygady Obrony Narodowej w Grodnie, która ostatecznie nie została sformowana, a latem 1938 objął dowództwo Dziśnieńskiej Półbrygady Obrony Narodowej w Postawach. Na pułkownika awansował ze starszeństwem z dniem 19 marca 1939 i 2. lokatą w korpusie oficerów piechoty.
W kampanii wrześniowej 1939 walczył na stanowisku dowódcy Dziśnieńskiej Półbrygady ON. Po agresji ZSRR na Polskę razem z podległymi oddziałami przeszedł na Łotwę, gdzie został internowany. W 1940 po włączeniu Łotwy w skład ZSRR, osadzony w sowieckim więzieniu.
W grudniu 1941 po zwolnieniu z więzienia, został przyjęty do Polskich Sił Zbrojnych w ZSRR i wyznaczony na stanowisko przewodniczącego Komisji Weryfikacyjnej PSZ w ZSRR. W lipcu 1942 został komendantem Bazy Materiałowej w Aszchabadzie. Od czerwca 1943 pozostawał w Ośrodku Zapasowym Armii Polskiej na Wschodzie. W sierpniu tego roku został przeniesiony do 7 Dywizji Zapasowej, a w listopadzie do dyspozycji szefa Sztabu Naczelnego Wodza z pozostawieniem na Bliskim Wschodzie. Od maja 1944 odbywał staż w 5 Kresowej Dywizji Piechoty. Od października 1944 do 1946 służył w 7 Dywizji Piechoty.
Mianowany przez Prezydenta RP na Uchodźstwie Augusta Zaleskiego generałem brygady ze starszeństwem z 19 marca 1963. Zmarł 2 września 1964 w Kurytybie, stolicy stanu Parana w Brazylii. Wg Polaka zmarł w Argentynie.
5 lutego 1919 ożenił się ze Sławą Edwardą z Wysockich, nauczycielką gry na fortepianie, z którą miał trzy córki: Aleksandrę Sławę Marię (ur. 1921), Wandę Antoninę (ur. 1923) i Sławę Urszulę (ur. 1926).

## Ordery i odznaczenia
- Krzyż Srebrny Orderu Wojskowego Virtuti Militari nr 97[34] – 15 marca 1921[35]
- Krzyż Komandorski Orderu Odrodzenia Polski – 3 maja 1958 „za pracę organizacyjno-wyszkoleniową w Związku Organizacji Polskich Sił Zbrojnych”[36][1]
- Krzyż Niepodległości – 4 listopada 1933 „za pracę w dziele odzyskania niepodległości”[37][38]
- Krzyż Kawalerski Orderu Odrodzenia Polski – 30 kwietnia 1927 „za zasługi na polu nauki wojskowej”[39][40]
- Krzyż Walecznych[a] nr 33948[42] – 8 czerwca 1922[44]
- Krzyż Walecznych nr 50581[42] – 10 czerwca 1922 w zamian za dyplom byłego Frontu Litewsko-Białoruskiego „za Waleczność”[45]
- Krzyż Walecznych nr 45072[42] – 15 lipca 1922  w zamian za amarantową wstążkę[46][41]
- Złoty Krzyż Zasługi z Mieczami po raz pierwszy i drugi
- Złoty Krzyż Zasługi – 10 listopada 1928[47][40][1]
- Krzyż Zasługi Wojsk Litwy Środkowej – 3 marca 1926[48]
- Medal Pamiątkowy za Wojnę 1918–1921[43]
- Medal Dziesięciolecia Odzyskanej Niepodległości[43]
- Krzyż Pamiątkowy Monte Cassino nr 14801[49]
- Brązowy Medal za Długoletnią Służbę[43]
- francuskie Palmy Oficera Akademii – 30 czerwca 1925[50][41]
- międzysojuszniczy Medal Zwycięstwa[43][41]